# دبليو بي بي
شركة دبليو بي بي هي شركة بريطانية متعددة الجنسيات للإعلان والعلاقات العامة وأكبر شركة إعلانية في العالم. مكتب الإدارة الرئيسي في لندن، إنجلترا، والمكتب التنفيذي في دبلن، أيرلندا. لديها قائمة أساسية في بورصة لندن وهي مكون من مؤشر فوتسي 100. لديها قائمة ثانوية في بورصة ناسداك.
يوم 14 أبريل عام 2018، مارتن سوريل متقاعد 33 عاما بعد تأسيس الشركة. أصبح روبرتو كوارتا، رئيس الشركة، رئيسًا تنفيذيًا. في 3 سبتمبر 2018، تم تعيين مارك ريد رئيسًا تنفيذيًا.

## روابط خارجية
- الموقع الرسمي